# Línea 19 (Buenos Aires)
La línea 19 es una línea de colectivos del Área Metropolitana de Buenos Aires. En su extenso recorrido une Plaza Miserere en el barrio porteño de Balvanera con las localidades de Boulogne, Carapachay y Villa Adelina en los partidos de San Isidro y Vicente López, en la zona norte del Gran Buenos Aires.
La empresa propietaria es el Grupo ERSA, operando a través de la denominación Micro Ómnibus Saavedra S.A.

## Servicios
Opera las 24 horas del día, los 365 días.

## Recorridos[2]

### Plaza Miserere-Boulogne
- Ida a Boulogne: Desde Bartolomé Mitre y Av. Pueyrredón por Av. Pueyrredón, Av. Rivadavia, Jerónimo Salguero, Guardia Vieja, Av. Estado de Israel, Aguirre, Julián Álvarez, Juan Ramírez de Velazco, Guevara, Maure, Av. Corrientes, Av. Federico Lacroze, Charlone, Olleros, Av. Álvarez Thomas, Av, Elcano, Superí, Quesada, Capitán Gral. Ramón Freire, Manuela Pedraza, Pinto, Ramallo, Av. San Isidro Labrador, Ingreso a Metrobús Norte - Av. Cabildo, cruce Av. Gral. Paz, Metrobús Norte - Av. Maipú, Salida a la altura de calle Antonio Malaver, Av. Maipú, Domingo de Acassuso, Fray Justo Sarmiento, Mariano Pelliza, Blas Parera, San Lorenzo, Armenia, Pte. Santiago Derqui, Antártida Argentina, Francisco Borges, Ituzaingó, Independencia, Ángel T. de Alvear, Feliciano Chiclana, Manuel Montes de Oca, Av. Bernardo Ader, Boedo, Guayaquil hasta Juan A. Mazza.

- Regreso a Plaza Miserere: Desde Juan A. Mazza y Guayaquil por Juan A. Mazza, Av. Bernando Ader, Domingo de Acasusso, Capitán Cajaraville, Gral. Juan Martín de Pueyrredón, Hilario Ascasubi, Independencia, Carlos Guido y Spano, Mendoza, Esteban de Luca, Cornelio Saavedra, Ramón B. Castro, Carlos Tejedor, Domingo de Acassuso, Cnel. Mariano Acha, San Lorenzo, Fray Justo Sarmiento, Ramón B. Castro, Pedro Goyena, San Lorenzo, Av. Maipú, Ingreso a Metrobús Norte - Maipú a la altura de calle Antonio Malaver, Salida del Metrobús Norte - Maipú a la altura de Av. Gral Paz, Av. Maipú, cruce Av. Gral Paz, Av. Cabildo, Av. San Isidro Labrador, Arias, Zapiola, Crisólogo Larralde, Conde, Iberá, Av. Dr. Ricardo Balbín, Conde, Av. Monroe, Plaza, Av. Olazábal, Av. Melián, La Pampa, Conde, Virrey Del Pino, Av. Forest, Av. Federico Lacroze, Av. Corrientes, Av. Medrano, Bartolomé Mitre hasta Av. Pueyrredón.

## Lugares de Interés
- Plaza Miserere
- Movistar Arena
- Parque Los Andes
- Cementerio de la Chacarita
- Estación Federico Lacroze
- Hospital Pirovano
- Parque Saavedra
- Puente Saavedra
- Quinta de Olivos
- Cementerio de Olivos
- Estación Carapachay
- Estación Villa Adelina